# Cryptocheiridium lucifugum
Cryptocheiridium lucifugum är en spindeldjursart som beskrevs av Beier 1963. Cryptocheiridium lucifugum ingår i släktet Cryptocheiridium och familjen dvärgklokrypare. Inga underarter finns listade i Catalogue of Life.